# Художественная гимнастика на летней Универсиаде 2019
Художественная гимнастика на летней Универсиаде 2019 — соревнования по художественной гимнастике в рамках летней Универсиады 2019 года прошли с 11 июля по 13 июля в итальянском городе Неаполь, на территории спортивного зала Palavesuvio Main Hall. Были разыграны 8 комплектов наград.

## История
Турнир по художественной гимнастике на Универсиадах постоянно входят в соревновательную программу. Этот вид программы является обязательным для летних Универсиад.
На прошлой Универсиаде в Тайбэе победу одержала команда России, которая завоевала 7 золотых медалей из 8 возможных.
Программа настоящих игр по сравнению с предыдущими не изменилась.

## Правила участия
Мероприятия по художественной гимнастике будут организованы в соответствии с последними техническими правилами Международной федерации гимнастики.
В соответствии с Положением FISU, спортсмены должны соответствовать следующим требованиям для участия во Всемирной универсиаде (статья 5.2.1):
- До соревнований допускаются студенты обучающиеся в настоящее время в высших учебных заведениях, либо окончившие ВУЗ не более года назад.
- Все спортсмены должны быть гражданами страны, которую они представляют.
- Участники должны быть старше 17-ти лет, но младше 28-ми лет на 1 января 2019 года (то есть допускаются только спортсмены родившиеся между 1 января 1991 года и 31 декабря 2001 года).

## Календарь
| ЦО | Церемония открытия | ● | Квалификации | 2 | Финалы соревнований | ЦЗ | Церемония закрытия |

| Июль                      | 2 Вт | 3 Ср | 4 Чт | 5 Пт | 6 Сб | 7 Вс | 8 Пн | 9 Вт | 10 Ср | 11 Чт | 12 Пт | 13 Сб | 14 Вс | Соревнования |
| ------------------------- | ---- | ---- | ---- | ---- | ---- | ---- | ---- | ---- | ----- | ----- | ----- | ----- | ----- | ------------ |
| Художественная гимнастика |      |      |      |      |      |      |      |      |       | ●     | 2     | 6     | ЦЗ    | 14           |

## Результаты

### Дисциплины
| Дисциплина                                     | Золото                                                                             | Серебро                                                                             | Бронза                                                                       |
| ---------------------------------------------- | ---------------------------------------------------------------------------------- | ----------------------------------------------------------------------------------- | ---------------------------------------------------------------------------- |
| Личное многоборье                              | Россия Екатерина Селезнёва                                                         | Азербайджан Зохра Агамирова                                                         | США Лора Зенг                                                                |
| Групповое многоборье                           | Россия Алина Алиева Элина Баруздина Марина Козлова Валерия Русина Ангелина Шкатова | Украина Анастасия Возняк Алёна Дьяченко Дарья Мурай Виктория Фотиева Валерия Ханина | Япония Мию Кавата Мисудзу Кисимото Мебаэ Маруяма Аои Цукахара Харуна Ямаваки |
| Упражнения с обручем                           | Россия Екатерина Селезнёва                                                         | Беларусь Юлия Евчик                                                                 | Украина Ева Мелещук                                                          |
| Упражнение с мячом                             | Россия Екатерина Селезнёва                                                         | Беларусь Юлия Евчик                                                                 | Эстония Виктория Богданова                                                   |
| Упражнение с булавами                          | Украина Ева Мелещук                                                                | Азербайджан Зохра Агамирова                                                         | Россия Екатерина Селезнёва                                                   |
| Упражнение с лентой                            | Россия Екатерина Селезнёва                                                         | Италия Алессия Руссо                                                                | Украина Ева Мелещук                                                          |
| Групповые упражнение с 5 мячами                | Россия Алина Алиева Элина Баруздина Марина Козлова Валерия Русина Ангелина Шкатова | Украина Анастасия Возняк Алёна Дьяченко Дарья Мурай Виктория Фотиева Валерия Ханина | Япония Мию Кавата Мисудзу Кисимото Мебаэ Маруяма Аои Цукахара Харуна Ямаваки |
| Групповые упражнение с 3 обручами и 2 булавами | Россия Алина Алиева Элина Баруздина Марина Козлова Валерия Русина Ангелина Шкатова | Украина Анастасия Возняк Алёна Дьяченко Дарья Мурай Виктория Фотиева Валерия Ханина | Япония Мию Кавата Мисудзу Кисимото Мебаэ Маруяма Аои Цукахара Харуна Ямаваки |

## Медальный зачёт в художественной гимнастике
| Место | Страна      | Золото | Серебро | Бронза | Всего |
| ----- | ----------- | ------ | ------- | ------ | ----- |
| 1     | Россия      | 7      | 0       | 1      | 8     |
| 2     | Украина     | 1      | 3       | 2      | 6     |
| 3     | Беларусь    | 0      | 2       | 0      | 2     |
| 3     | Азербайджан | 0      | 2       | 0      | 2     |
| 5     | Италия      | 0      | 1       | 0      | 1     |
| 6     | Япония      | 0      | 0       | 3      | 3     |
| 7     | США         | 0      | 0       | 1      | 1     |
| 7     | Эстония     | 0      | 0       | 1      | 1     |
| Всего | Всего       | 8      | 8       | 8      | 24    |